# Daniel Börtz
Daniel Börtz (* 8. August 1943 in Hässleholm) ist ein schwedischer Komponist.

## Leben
Börtz studierte am Königlichen Musikkolleg in Stockholm und hatte ab 1961 Kompositionsunterricht bei Hilding Rosenberg. In den 1970er und 1980er Jahren unterrichtete er am Königlichen Musikkolleg Orchestration. Von 1998 bis 2003 war er Präsident der Königlich Schwedischen Musikakademie.
Börtz komponierte Kammermusik, Orchesterwerke, darunter mehrere Instrumentalkonzerte und zwölf Sinfonien, und mehrere Opern. Die Oper Bakchen wurde 1991 an der Königlichen Oper Stockholm in der Regie von Ingmar Bergman uraufgeführt. Die Oper Marie Antoinette wurde nach der Uraufführung an der Folkoperan in Stockholm fünfzig Mal vor ausverkauftem Haus gespielt.
Börtz lebt in Kungsängen bei Stockholm. 2024 erhielt er Muskiförläggarnas hederspris (Ehrenpreis der Musikverleger).

## Werke
- 12 Sinfonien
- 11 Monologhi (Stücke für Soloinstrument)
- Streichquartett No. 2, 1971
- Muren - Vägen - Ordet (Die Mauer - der Weg - das Wort, Libretto von Bengt van Wall), Kirchenoper, 1972
- Den heliga Birgittas död och mottagande i himmelen (Der heiligen Birgitta Tod und Empfang im Himmel, Libretto von Bengt van Wall), Kirchenoper, 1973
- Nightflies für Mezzosopran, Klarinette, Posaune, Schlagzeug, Klavier, Orgel und Cello, 1973
- Landskap med flod (Landschaft mit Fluss), Oper, 1974
- Night Clouds für Streichorchester, 1975
- Concerto grosso, 1977–78
- Dialogo 2 für 2 Bratschen, 1978
- Oktobermusic für Streicher, 1978
- Winterstücke für Tuba, Klavier und Schlagzeug, 1981–82
- Winterstücke 2 für Bläserquintett, 1982
- Winterstücke 3 für Blechbläserquintett, 1982–83
- Sommerelegie für Flöte und Streicher, 1983
- Cellokonzert, 1985
- Streichquartett No. 3, 1986
- Oboenkonzert, 1986
- Parados für Orchester, 1987
- Bacchanterna (Die Bakchen von Euripides, Übersetzung von Jan Stolpe und Göran O. Eriksson), Oper, 1991
- Mörka sånger om ljuset (Dunkle Lieder vom Licht), 1992–94
- Sånger om döden (Lieder vom Tod) für Sopran und Orchester, 1992–94
- Canto desolato für Orgel, 1993
- Strindberg Suite für Orchester, 1993–94
- Trompetenkonzert, 1994–95
- Bilder für Klarinette und Streichquartett, 1996
- Gryningsvind für Männerchor, 1997
- Marie Antoinette och hennes kärlek till Axel von Fersen (Marie Antoinette und ihre Liebe zu Axel von Fersen, Libretto von Claes Fellbom), Oper, 1998
- Hans namn var Orestes (Sein Name war Orestes), Oratorium, 2001–02
- Goya, Oper, 2009